# De vijf
De vijf is een roman van Anton Dautzenberg, die verscheen op 12 maart 2024. Het leeuwendeel van de recensies noemt het boek een libertijnse roman, maar het is ook getypeerd als een postmodernistische parodie daarop, en als meer conceptueel experiment dan roman.
Het boek gaat over de seks- en geweldsavonturen van vier tienermeisjes, die moraalloos hun meest vergaande fantasieën botvieren. Het staat bomvol met heel expliciete scenes met extreme seks en slachtpartijen. Sommige recensenten interpreteerden de expliciet beschreven gruwelijkheden als thema, en noemden het boek ranzig en smeerlapperij. Anderen stelden dat de verschrikkingen dienen als motief, en zien het boek als een reflectie op tendensen in de samenleving, zoals de cancelcultuur, braafheid en conservatisme. Sommige beoordelaars waren geschokt door de expliciet beschreven gruwelijkheden of vonden die het uiterste vragen van de lezer, terwijl anderen die saai vonden of zich zelfs verveelden.

## Achtergrond
Dautzenberg voelde zich gedreven om het boek te schrijven om te ontdekken hoe een Nederlandse libertijnse roman er in 2024 uit zou kunnen zien, om te onderzoeken hoe mensen speelbal zijn van oerdriften, en om in de kunst het abjecte te verkennen. Hij wilde de eerste libertijnse roman binnen de Nederlandse literatuur schrijven, waarin het verachtelijke, dat volgens hem in ieder mens zit, niet wordt weggepoetst. In het boek verkent hij de vrijheid van meningsuiting, in het bijzonder de positie van kunst in dat discours. Volgens hem is de tijdgeest vloeibaar, en zijn goed en kwaad subjectief. Hij hoopt dat het boek vastgeroeste ideeën over wat al of niet kan loswrikt.
Dautzenberg vond dat wat hij schreef zelf ook afschuwelijk, en was volgens zijn vrouw fysiek ziek van het schrijven ervan. Volgens hem kostte het moeite om Atlas Contact ervan te overtuigen om het boek uit te geven.
Volgens het nawoord is het boek voor 66,6 procent gecomponeerd door een 'AI-writer'. Hij voerde daarvoor in zijn integrale eigen literaire oeuvre, relevante libertijnse werken, en vijf jaar aan in- en uitgaande e-mails van en aan zichzelf. Vervolgens verzocht hij om een 'urgente roman'.
De auteursfoto voor het boek, in een slothoofdstuk over Dautzenberg's deelname aan een kunstproject, is een naaktportret van hem à la Cabanel's Venus, klein afgedrukt en niet in kleur.
Dautzenberg presenteerde zijn roman op 10 maart 2024, in café Little Devil in zijn woonplaats Tilburg. Tijdens de presentatie droeg Dautzenberg voor uit zijn roman. Direct daarna ging The Five in première. Een door componist Merijn Bisschops op Dautzenberg's roman geïnspireerde muziekcompositie, die werd uitgevoerd door het Vlaamse elektrische gitaarkwartet Zwerm, en de Vlaamse percussioniste Karen Willems. Een dansvideo die erbij werd vertoond kwam tot stand in samenwerking met United Cowboys. The Five werd mede mogelijk gemaakt door het Fonds Podiumkunsten en Grensverleggers.

## Inhoud
Na het voorwoord staat een tekst "Aan de magistraten van het Openbaar Ministerie", die fungeert als captatio benevolentiae tegenover de autoriteiten. Daarna volgt de Wunderkammer; een bloemlezing van vaak libertijns te duiden maximen en citaten. De roman is grotendeels het verhaal van een viertal meisjes dat hun fantasieën botviert op veelal kwetsbare en weerloze slachtoffers, zoals een baby, kinderen die al gepest werden, bejaarden, een asielzoeker, gehandicapten, en dieren. Voor de meisjes, Selin, Anne, Dylana en Elodie, zijn slashers een inspiratiebron. Het boek speelt zich achtereenvolgens af op de school van de meisjes, in Hamburg, en in een ondergronds kunstwerk van de vader van een van de meisjes. Ze lokken voor hun eigen genot slachtoffers in de val. De meisjes moorden, mutileren, martelen, begaan seksuele excessen, persen af, voeren abortussen uit, en eten mensen.

### Puppet Master
In De vijf, dat gaat over vier tienermeisjes, is de vijfde rol weggelegd voor een zogenoemde Puppet Master, en tezamen verklaren deze vijf de titel. Wie de Puppet Master is wordt niet expliciet gemaakt; wel dat die aan de touwtjes trekt. Wellicht is het Dautzenberg, de lezer, wij allen, of een god. De Puppet Master bepaalt het doen en laten van de meisjes, is hun geestelijk vader. Periodiek onderbreekt de Puppet Master de hoofdstukken met korte intermezzi, en geeft dan op metaniveau commentaar op wat de meisjes doen, stelt vragen, en complimenteert de lezer dat die nog leest. De Puppet Master zegt zelf ook weer marionet te zijn van hogere machten, waaronder het onbewustzijn en de 'AI-writer'. De Puppet Master neemt gaandeweg steeds meer trekken aan van een gewone schrijver. Tegen het einde valt de Puppet Master ten prooi aan het door hem zelf geschapen viertal meisjes, die hem doodmartelen.
Het boek gebruikt een vertelperspectief waarbij meerdere vertelinstanties naar elkaar wijzen, waaronder de Puppet Master, Dautzenberg, de 'AI-writer', een onderstroom die in ons allemaal zit, de meisjes, en de lezer die er als 'medeplichtige' beelden van maakt. Daardoor onttakelt Dautzenberg onder meer het onderscheid tussen hemzelf en zijn personages.

## Ontvangst
In Brabant Cultureel noemde auteur Peter van Vlerken de beschrijvingen in De vijf "te bizar voor woorden", en sprak hij de hoop uit na dit boek nooit meer iets van Dautzenberg te hoeven lezen. Daarentegen noemde literatuurrecensent en schrijver Bo van Houwelingen De vijf een goed en knap boek dat in zijn opzet volledig slaagt; niet duister en slecht is, maar een viering van de onbeperkte vrijheid en breedte van de literatuur.
In het boek wordt Anne Frank van haar voetstuk getrokken en neergezet als nymfomaan. Dit vond radiomaker Frits Spits te ver gaan. Spits was desondanks onder de indruk van het boek en zei te denken te begrijpen wat Dautzenberg hem ermee wil vertellen. In hun podcast De Nieuwe Contrabas beschrijven Chrétien Breukers en Hans van Willigenburg het geweld en de seks als tamelijk saai en monotoon, en het boek als "keurige subversie".
Op de website van Cutting Edge schrijft Karel Alleene dat het boek een lichte verteltoon gebruikt waar een contrast door ontstaat tussen de geweldpassages en hoe die waargenomen worden bij de lezer. Christophe Van Eecke van MappaLibri, die de proza omschreef als direct, stilistisch vlak, en banaal geschreven, raakte als lezer niet geëngageerd, en verdacht andere reviewers van georkestreerde verontwaardiging.

In Humo schreef Laurent De Maertelaer:
Door hete hangijzers als genderidentiteit, racisme, politieke correctheid en wokisme met een libertijnse lens te verkennen, stelt Dautzenberg de hypocrisie en complexiteit van moderne maatschappelijke normen aan de kaak zoals alleen hij dat kan.
Thomas van der Zwan, schrijvende voor Tzum, beschouwde het boek als een oproep tot barmhartigheid, die de lezer dwingt om de dialoog aan te gaan. In een publicatie van het Algemeen Dagblad noemde Hettie van der Ven de roman tegelijkertijd walgelijk en fascinerend.